# 生涯スポーツ
生涯スポーツ（しょうがいスポーツ、英語: lifelong sport）とは、その生涯を通じて、思考力・記憶力・健康の保持・増進やレクリエーションを目的に「だれもが、いつでも、どこでも気軽に参加できる」スポーツをいう。

## 概要
都市化・少子化などによって外遊びの機会が減少し、体力が低下している乳幼児・児童から、高齢化社会における生きがいを求める高齢者まで、幅広い年代層を対象とするほか、障害者スポーツもこの範疇に含まれる。一般に、生涯スポーツは競技スポーツよりも運動強度が低いのが特徴で、既存のスポーツに加えて、体力に過剰な負荷をかけることなく気軽に行える、さまざまなニュースポーツも考案されている。太極拳のような中強度以上のスポーツを半年以上続け、その後も維持することで、思考力や記憶力などが向上するとハーバード大学が推奨していると言われている。
文部科学省にはスポーツ・青少年局に生涯スポーツに関する行政を管轄する部署として生涯スポーツ課がある。同省は「国民のだれもが、いつでも、どこでも、いつまでもスポーツに親しむことができる生涯スポーツ社会の実現」のための最重要施策として総合型地域スポーツクラブの全国展開を挙げている。。他方、日本レクリエーション協会をはじめとする関連団体は、レクリエーションを含むたまにさまざまな生涯スポーツの普及・啓発とその指導者育成に関する事業を行っている。

## 生涯スポーツがさかんなスポーツおよび協会
- 日本レクリエーション協会
- 水泳
- 剣道
- テニス
- ゴルフ
- ダーツ
- 卓球
- バレエ
- ダンス
- 盆踊り
- ラジオ体操